# Ito Shun
Shun Ito (伊東 俊 Itō Shun, sinh ngày 29 tháng 10 năm 1987 ở Hokkaidō) là một cầu thủ bóng đá người Nhật Bản hiện tại thi đấu cho Roasso Kumamoto.

## Thống kê sự nghiệp
Cập nhật đến ngày 23 tháng 2 năm 2017.
| Thành tích câu lạc bộ | Thành tích câu lạc bộ | Thành tích câu lạc bộ | Giải vô địch | Giải vô địch | Cúp                   | Cúp                   | Cúp Liên đoàn | Cúp Liên đoàn | Khác    | Khác      | Tổng cộng | Tổng cộng |
| Mùa giải              | Câu lạc bộ            | Giải vô địch          | Số trận      | Bàn thắng    | Số trận               | Bàn thắng             | Số trận       | Bàn thắng     | Số trận | Bàn thắng | Số trận   | Bàn thắng |
| Nhật Bản              | Nhật Bản              | Nhật Bản              | Giải vô địch | Giải vô địch | Cúp Hoàng đế Nhật Bản | Cúp Hoàng đế Nhật Bản | Cúp Liên đoàn | Cúp Liên đoàn | Khác1   | Khác1     | Tổng cộng | Tổng cộng |
| --------------------- | --------------------- | --------------------- | ------------ | ------------ | --------------------- | --------------------- | ------------- | ------------- | ------- | --------- | --------- | --------- |
| 2010                  | Montedio Yamagata     | J1 League             | 3            | 0            | 1                     | 0                     | 0             | 0             | -       | -         | 4         | 0         |
| 2011                  | Montedio Yamagata     | J1 League             | 21           | 3            | 2                     | 0                     | 1             | 0             | -       | -         | 24        | 3         |
| 2012                  | Montedio Yamagata     | J2 League             | 2            | 0            | -                     | -                     | -             | -             | -       | -         | 2         | 0         |
| 2012                  | Ehime FC              | J2 League             | 13           | 1            | 1                     | 0                     | -             | -             | -       | -         | 14        | 1         |
| 2013                  | Montedio Yamagata     | J2 League             | 33           | 5            | 2                     | 1                     | -             | -             | -       | -         | 35        | 6         |
| 2014                  | Montedio Yamagata     | J2 League             | 24           | 4            | 4                     | 0                     | -             | -             | 1       | 0         | 29        | 4         |
| 2015                  | Montedio Yamagata     | J1 League             | 4            | 0            | 0                     | 0                     | 2             | 1             | –       | –         | 6         | 1         |
| 2016                  | Montedio Yamagata     | J2 League             | 28           | 1            | 3                     | 0                     | –             | –             | –       | –         | 31        | 1         |
| Tổng cộng sự nghiệp   | Tổng cộng sự nghiệp   | Tổng cộng sự nghiệp   | 128          | 14           | 15                    | 1                     | 3             | 1             | 1       | 0         | 147       | 16        |

1Includes J1 Promotion Playoffs.